# Arthur von Bernstorff
Arthur Friedrich Karl Graf von Bernstorff (* 21. Februar 1808 in Berlin; † 8. April 1897 in Wedendorf) war ein preußischer Verwaltungsbeamter, mecklenburgischer Landrat und Großgrundbesitzer.

## Leben
Arthur von Bernstorff entstammte dem mecklenburgischen Uradel der von Bernstorffs mit dem gleichnamigen Stammhaus in Bernstorf südwestlich von Grevesmühlen im heutigen Landkreis Nordwestmecklenburg.
Bernstorffs Eltern waren der preußische Kammerherr und Legationsrat Graf Ernst von Bernstorff (1768–1840) und dessen in New York City geborene Ehefrau, die Freiin Amerika Riedesel zu Eisenbach (1780–1856), eine Tochter des Generals Friedrich Adolf Riedesel und seiner Frau Friederike Riedesel zu Eisenbach. Der Vater besaß die Güter Gartow im Königreich Hannover und Wedendorf in Mecklenburg. Bernstorff wurde bis zur Hochschulreife von Hauslehrern unterrichtet. Nach einem Jurastudium war er im preußischen Staatsdienst und hier an verschiedenen Gerichten tätig. Nach dem Wechsel in den Diplomatischen Dienst war er an den preußischen Gesandtschaften in Dresden und Kassel als Legationssekretär tätig. 1838 nahm er seinen Abschied, nunmehr im Range eines Legationsrates, und wurde zunächst in Bernstorf ansässig.
Nach dem Tod seines Vaters erbte er neben dem Gut Wedendorf auch Hundorf, Bernstorf, Hanshagen und weitere Güter und Bauerndörfer, die in Summe ein 4.500 ha großes geschlossenes Areal östlich von Rehna bildeten. Bernstorff residierte auf Schloss Wedendorf. Investitionen in erträgliche Industrie- und Verkehrsobjekte, etwa in die Lübeck-Büchener Eisenbahn, brachten zusätzliche Einnahmen, die ihm den Kauf weiterer Güter wie Quadenschönfeld und Beseritz ermöglichten. In Quadenschönfeld ließ er das Gutshaus aufstocken, in Beseritz ein neues erbauen.
Ab 1840 nahm Bernstorff regelmäßig an den ständischen Landtagen teil. Mit Protektion des Großherzogs Friedrich Franz II. wurde er 1843 zum Landrat ernannt. Politisch zum rechten Flügel zählend, engagierte er sich in der Landespolitik. So war er 1866 gegen das geplante Reichstagswahlrecht und stand 1874 bei den Verfassungsverhandlungen dem Entwurf der Regierung ablehnend gegenüber. 1880 übernahm er als dienstältester Landrat das Direktorium der Landtagssitzungen, eine entscheidende, machtvolle Position. Rücktrittsangebote auf Forderung von Ständemitgliedern oder auf Grund seiner Gesundheit wurden vom Großherzog, nun Friedrich Franz III. stets abgewendet, auch als Zeichen seiner Wertschätzung eines loyalen Freundes. Ab 1885 war er Ehrenmitglied im Verein für mecklenburgische Geschichte und Altertumskunde.
Als in Schwerin die Kritik nicht enden wollte, dass der Schweriner Dom noch immer keinen Turm habe – da Friedrich Franz II. die dafür geplanten Gelder 1862 für den Bau der Paulskirche verwendet hatte – wurde 1888 Baurat Georg Daniel vom Grafen mit der Errichtung beauftragt. Der neugotische Domturm mit einer Höhe von 117 Metern wurde 1893 fertig, die Kosten von 330.000 Mark übernahm Bernstorff. Die Stadt Schwerin ernannte ihn daraufhin 1889 zu ihrem Ehrenbürger. 1893 erhielt er von Friedrich Franz III. das Großkreuz des Hausordens der Wendischen Krone als „Dank für seine Freundschaft und unerschütterliche Treue in guten und bösen Tagen.“ Er leitete noch bis 1896 die Landtagssitzungen und hatte bis zu seinem Tod das Amt des dirigierenden Landrats inne. Arthur von Bernstorff verstarb am 8. April 1897 wenige Wochen nach seinem 89. Geburtstag als Senior der gesamten Familie. Er hinterließ seinen Kindern ein Vermögen von 12 Millionen Mark und Güter mit einer Gesamtfläche von 7.000 ha.

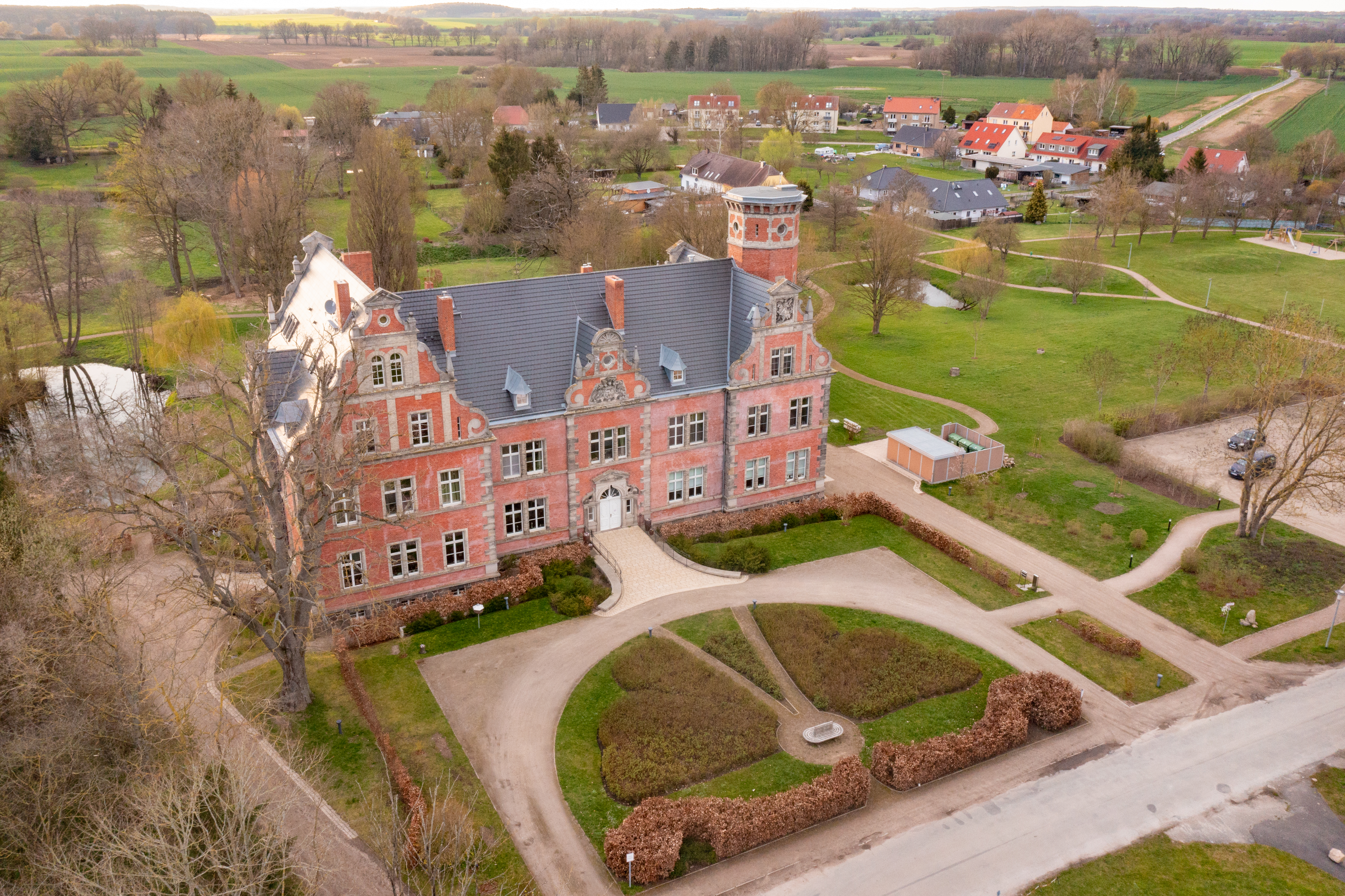
Bernstorf
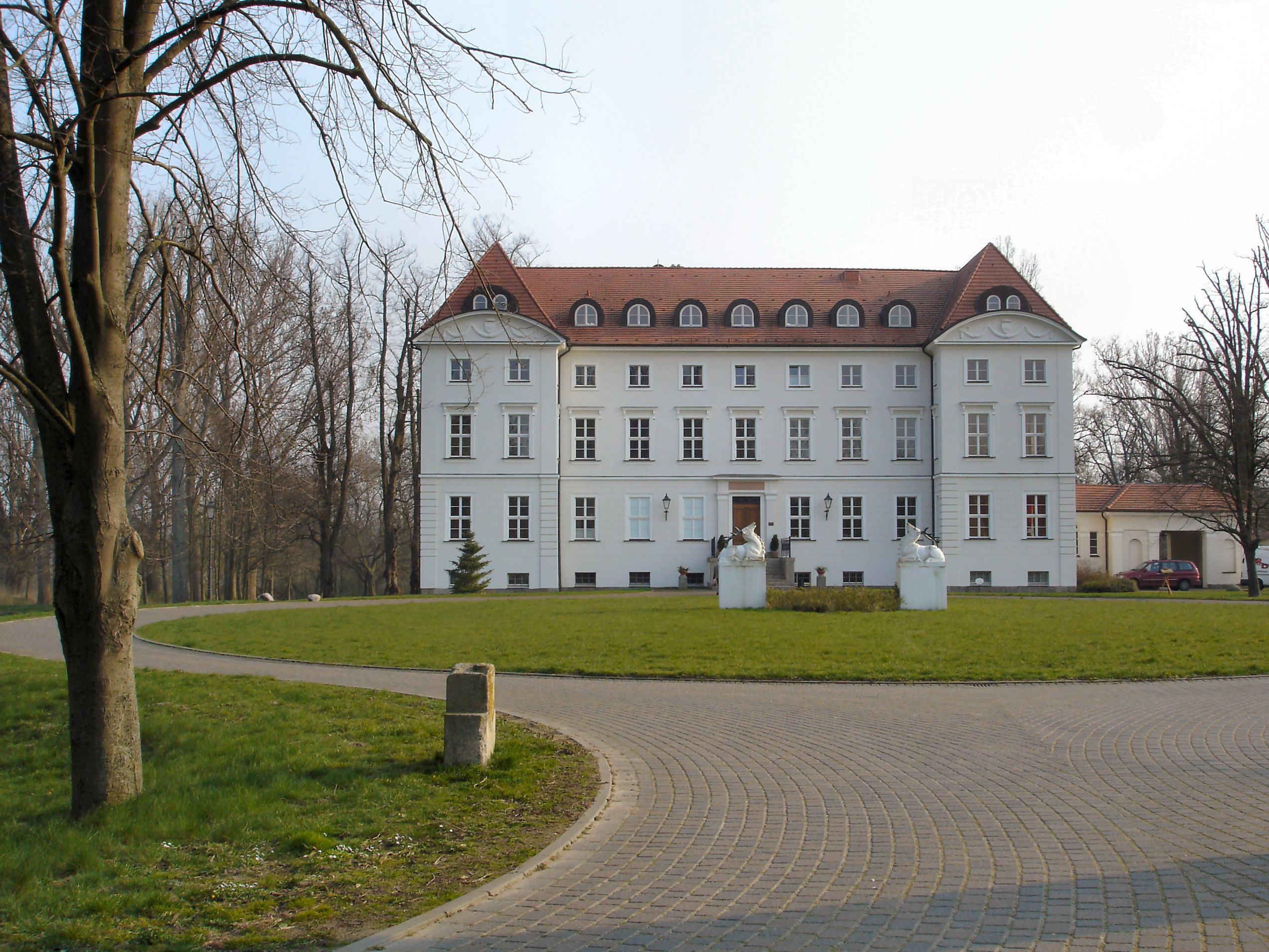
Wedendorf
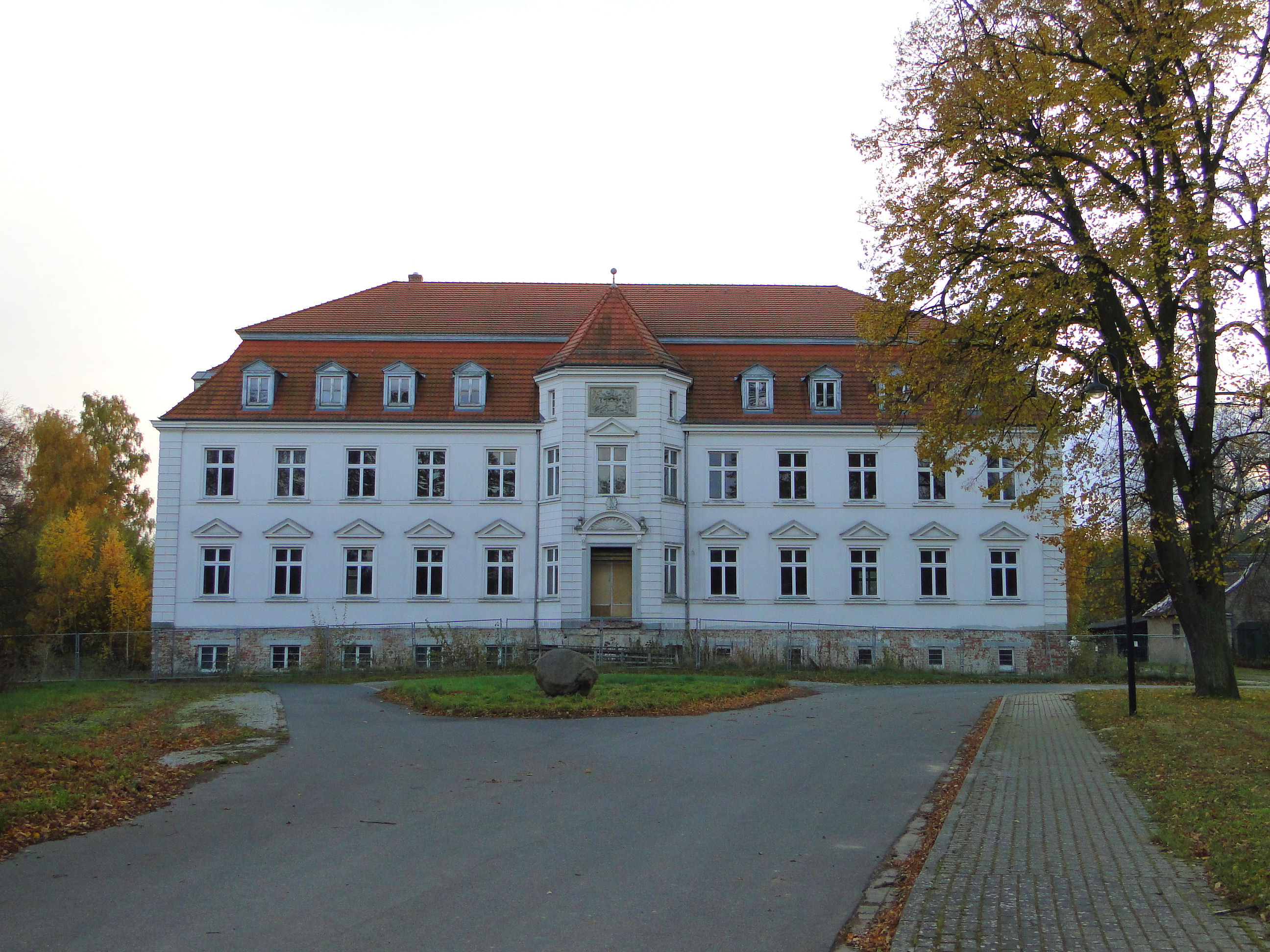
Quadenschönfeld
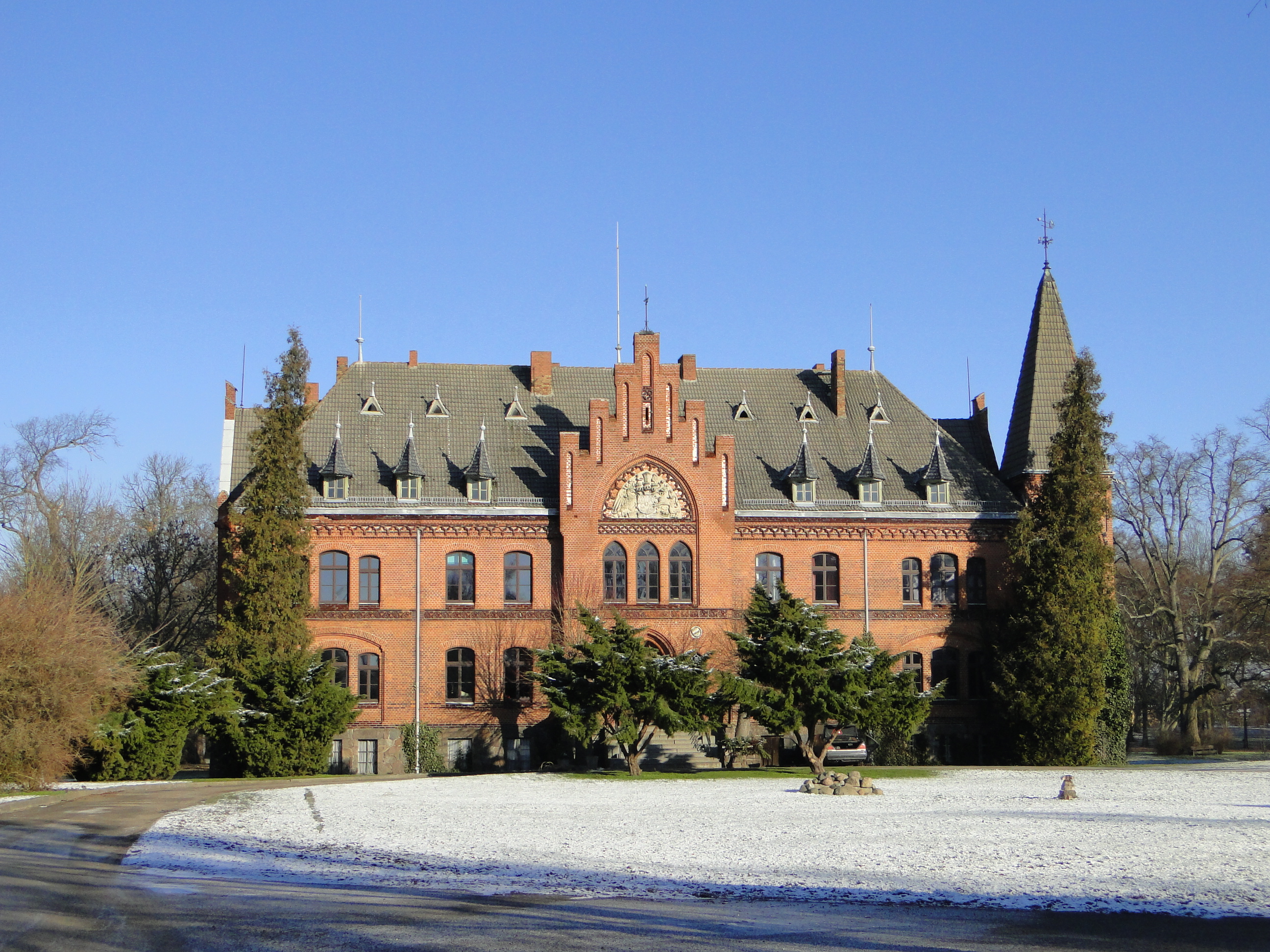
Beseritz

## Familie
Arthur von Bernstorff heiratete am 16. Mai 1835 in Dresden Auguste Maria Crescentia von Miltitz (1815–1880), Tochter eines kgl. sächsischen Hofmarschalls. Der Familie entstammten acht Kinder:
- Andreas Gottlieb Karl Ernst (1837–1906) ⚭ Klothilde Gräfin von Bernstorff (1843–1920)
- Werner Joachim Harry (* 4. März 1839; † 8. März 1890) ⚭ Elisabeth Wilhelmine Freiin Riedesel zu Eisenbach (* 10. Juni 1844; † 4. Februar 1921)
- Bechtold Ernst Christian (1840–1908), auf Beseritz, ⚭ Elisabeth von Arnim (1843–1913)
- Bechtold (1842–1895) ⚭ Karoline von Arnim a.d.H. Lieblingshof (1843–1917)
- Auguste Margarethe (1843–1884) ⚭ August Adolf von Passow († 1884)
- Hans Karl Gottfried (* 1846) ⚭ Anna Amalie Dorothea Hermine Giesecke (* 1859)
- Therese Ferdinandine Anna Marie (* 27. September 1852; † 23. März 1946) ⚭ Friedrich Riedesel Freiherr zu Eisenbach (* 18. September 1848; † 18. Januar 1904)
- Ernst Eugen Hartwig Werner (* 1854) ⚭ Elisabeth Freiin von Lützow genannt von Dorgelo (* 1858)[5]

Arthur von Bernstorff wuchs neben drei älteren Geschwistern auf:
- Luise Friederike Hedwig (1802–1859) ⚭ Joachim von Brandenstein (1790–1857) preußischer Generalmajor und  mecklenburgisch-schwerinischer Kammerherr
- Bechtold von Bernstorff (1803–1890), auf Gartow, Landrat in Hannover und Mitglied des deutschen Reichstags.
- Auguste Wilhelmine Hedwig (1805–1883) ⚭ Geheimer Regierungsrat Eduard Freiherr von Müffling genannt Weiß (1801–1887) auf Ringhofen, Sohn des Generalfeldmarschalls Karl von Müffling genannt Weiß.[6]